# K album
K album è un album dei 24 Grana pubblicato nel 2001.
Questo è un concept album che parte dalla lettera K, intesa come ketamina, e con questa lettera Francesco Di Bella decide di fare iniziare (quasi) tutti i titoli delle canzoni dell'album.

## Tracce
1. Pikkola kanzone per K – 3:46
2. 'E kose ka spakkano – 4:15
3. Kanzone doce – 4:14
4. Kanzoneanarkika – 4:08
5. Kanzone su un detenuto politico – 5:29
6. Kanzone su Londra – 3:48
7. Kanzone del pisello – 6:05
8. Kevlar – 5:08
9. Kanzone del fumo (Strumentale) – 4:50